# 29. januar
29. januar er dag 29 i året, i den gregorianske kalender. Der er 336 dage tilbage af året (337 i skudår).
- Valerius dag. Valerius var biskop i Saragossa, blev sendt i eksil og menes begravet på den græske halvø Peloponnesos.

### Begivenheder
Født - Dødsfald
- 1769 - Det Kongelige Danske Landhusholdningsselskab stiftes.
- 1801 - Hæderstegnet for god tjeneste ved Søetaten, også kaldet Holmens Hæderstegn, indstiftes af Kong Christian den VII med det formål at fastholde gode håndværkere.
- 1868 - For første gang bliver der holdt en smørudstilling i Danmark om vinteren. Udstillingen finder sted i Århus og har 167 udstillere. Udstillingen bliver starten på en stor (og tiltrængt) forbedring af smørrets kvalitet. Hidtil havde smørudstillinger været holdt om sommeren, hvor smørret var bedst.
- 1886 - Tyskeren Karl Benz tager patent på sin trehjulede ”selvgående motorvogn”, verdens første bil, som bliver kaldt ”Motorwagen”. Den er trehjulet og har en encylindret kædetrukken motor. Tophastigheden er på 13-16 km/t.
- 1918 - "Slaget på Grønttorvet". En arbejderdemonstration på Københavns grønttorv (nuværende Israels Plads) bliver splittet af politiet.
- 1922 - I Davos i Schweiz vinder det danske par Helene Engelmann og Alfred Berger VM i kunstskøjteløb for par.
- 1933 - Tysklands præsident Paul von Hindenburg udpeger Adolf Hitler som rigskansler.
- 1942 - 5 danskere dør af kulde denne dag, og brandvæsenet rykker ud til 270 sprængte vandledninger. Vinteren 1942 er den strengeste vinter nogensinde i Danmark og den sidste af de såkaldte trilling-isvintre.
- 1996 - Den franske præsident Jacques Chirac bekendtgør, at det er definitivt slut med franske atombombeprøvesprængninger.
- 1997 - Anklagemyndigheden afviser at gå videre med den politianmeldelse, som regeringen, i februar 1996, indgav mod journalist Poul Brink fra DR for at have offentliggjort fortrolige dokumenter fra Thule-sagen.
- 2000 - En ukendt gerningsmand dræber to prostituerede kvinder med en brødkniv i Randers. Dobbeltdrabet er aldrig opklaret.
- 2002 - Louis V. Gerstner, Jr. stopper som administrerende direktør hos IBM og Samuel J. Palmisano overtager posten.
- 2002   - Egnsbank Nord og Vendsyssel Bank fusionerer og danner Nordjyske Bank.
- 2017 - Ved et masseskyderi i moske i Quebec dør 6 og 19 bliver såret.

### Født
- 1499 - Katharina von Bora, tysk nonne og hustru til Martin Luther (død 1552).
- 1737 - Thomas Paine, engelsk-amerikansk skribent (død 1809).
- 1749 - Christian 7., dansk konge (død 1808).
- 1749   - Christian Colbjørnsen, norsk-dansk jurist og humanist (død 1814).
- 1862 - Frederick Delius, engelsk komponist (død 1934).
- 1880 - W.C. Fields, amerikansk komiker og skuespiller (død 1946).
- 1915 - Halfdan Rasmussen, dansk forfatter (død 2002).
- 1918 - John Forsythe, amerikansk skuespiller (død 2010).
- 1921 - Gotha Andersen, dansk skuespiller og skolelærer (død 1984).
- 1933 - Finn Henriksen, dansk filminstruktør (død 2008).
- 1933 - Hugo Herrestrup, dansk skuespiller (død 2009).
- 1939 - Germaine Greer, australsk forfatter og feminist.
- 1944 - Andrew Loog Oldham, engelsk pladeproducer og manager.
- 1945 - Tom Selleck, amerikansk skuespiller.
- 1952 - Hans Andersen, tidligere kulturredaktør.
- 1953 - David Gress, dansk historiker, filosof og samfundsdebattør.
- 1954 - Oprah Winfrey, amerikansk talkshow-værtinde.
- 1955 - Peter Birch Sørensen, dansk økonom og overvismand.
- 1957 - Grazyna Miller, polsk forfatter (død 2009).
- 1957   - Flemming Pless, sognepræst.
- 1958 - Ole Henrik Mortensen, dansk cricketspiller og -træner.
- 1964 - Taus Houmøller, dansk jazzmusiker.
- 1966 - Romário, brasiliansk fodboldspiller.
- 1968 - Edward Burns, amerikansk filmskuespiller og instruktør.
- 1980 - Peter Løvenkrands, dansk fodboldspiller.
- 1982 - Riff Raff, amerikansk rapper
- 1982 - Espen Laub von Lilienskjold, dansk jazzmusiker.
- 1990 - Nikolaj Stokholm, dansk stand-up komiker.
- 1999 - Anthon Edwards Knudtzon, dansk skuespiller og sanger.

### Dødsfald
- 1676 - Alexej Michailovitch, russisk zar (født 1629).
- 1730 - Peter 2., russisk zar (født 1715).
- 1820 - George 3., engelsk konge (født 1738).
- 1906 - Christian 9., dansk konge (født 1818).
- 1912 - Herman Bang, dansk forfatter (født 1857).
- 1955 - Hans Hedtoft, dansk socialdemokratisk statsminister (født 1903).
- 1964 - Alan Ladd, amerikansk skuespiller (født 1913).
- 1969 - Allen Welch Dulles, amerikansk CIA-direktør (født 1893).
- 1994 - Ulrike Maier, østrigsk skiløber (født 1967) - død efter skiulykke.
- 1997 - Jens Risgaard Knudsen, dansk politiker og minister (født 1925)
- 2011 - Bent Brown, borgmester i Hjørring frem til 2006 (født 1946).
- 2015 - Ole Sørensen, dansk fodboldspiller  (født 1937).
- 2019 - Jane Aamund, dansk forfatter (født 1936).

|  | Denne datoartikel kan blive bedre, hvis der indsættes et (bedre) billede Du kan hjælpe ved at afsøge Wikimedia Commons for et passende billede eller uploade et godt billede til Wikimedia Commons iht. de tilladte licenser og indsætte det i artiklen. |